# Бодуен I
Бодуен I (фр. Baudouin Ier, нід. Boudewijn I; 7 вересня 1930 — 31 липня 1993) — король Бельгії з 17 липня 1951 до кінця життя, склав присягу наступного дня після зречення свого батька, Леопольда III. Старший син Леопольда III і Астрід Шведської.
Разом з Хуаном Карлосом I Бодуен був одним з політично найактивніших конституційних монархів другої половини XX століття, активно підтримавши реформу, що привела до федералізації Бельгії і утворення фламандської і валлонської автономій. У 1990, коли парламент ухвалив закон, що дозволяє аборти, Бодуен із релігійних (і, ймовірно, особистих — у нього не було дітей) причин відмовився брати на себе відповідальність за закон, і попросив уряд знайти рішення, що згодом було зроблено: голова уряду Вільфрід Мартенс сповістив, що Бодуен фактично не може виконувати своїх обов'язків, що за Конституцією означало, що уряд міг підписати закон. Цей процес увійшов до історії під назвою mini-koningskwestie.
Був одружений з іспанкою Фабіолою де Мору і Арагон (королева Фабіола). Помер бездітним; наступником Бодуена став його молодший брат Альберт II.